# Schweiz i olympiska vinterspelen 1984
Schweiz deltog i olympiska vinterspelen 1984. Schweiz trupp bestod av 42 idrottare, 29 män och 13 kvinnor.

## Medaljer

### Guld
- Alpin skidåkning
  - Störtlopp damer: Michela Figini
  - Storslalom herrar: Max Julen

### Silver
- Alpin skidåkning
  - Störtlopp herrar: Peter Müller
  - Störtlopp damer: Maria Walliser

### Brons
- Bob
  - Fyra-manna herrar: Rico Freiermuth, Silvio Giobellina, Urs Salzmann och Heinz Stettler

## Trupp
- Alpin skidåkning
  - Peter Müller
  - Maria Walliser
  - Thomas Bürgler
  - Conradin Cathomen
  - Ariane Ehrat
  - Joël Gaspoz
  - Erika Hess
  - Monika Hess
  - Brigitte Oertli
  - Urs Räber
  - Pirmin Zurbriggen
  - Michela Figini
  - Max Julen
- Skidskytte
  - Beat Meier
- Bob
  - Rico Freiermuth
  - Silvio Giobellina
  - Urs Salzmann
  - Heinz Stettler
  - Ekkehard Fasser
  - Hans Hiltebrand
  - Hans Märchy
  - Meinrad Müller
  - Ralph Pichler
  - Kurt Poletti
  - Rolf Strittmatter
- Längdskidåkning
  - Joos Ambühl
  - Markus Fähndrich
  - Monika Germann
  - Christina Gilli-Brügger
  - Andreas "Andi" Grünenfelder
  - Giachem Guidon
  - Konrad Hallenbarter
  - Evi Kratzer
  - Daniel Sandoz
  - Karin Thomas
- Konståkning
  - Sandra Cariboni
  - Myriam Oberwiler
- Nordisk kombination
  - Walter Hurschler
- Backhoppning
  - Christian Hauswirth
  - Fabrice Piazzini
  - Hansjörg Sumi
- Hastighetsåkning på skridskor
  - Silvia Brunner